# Llista de participants al Tour de França de 1932

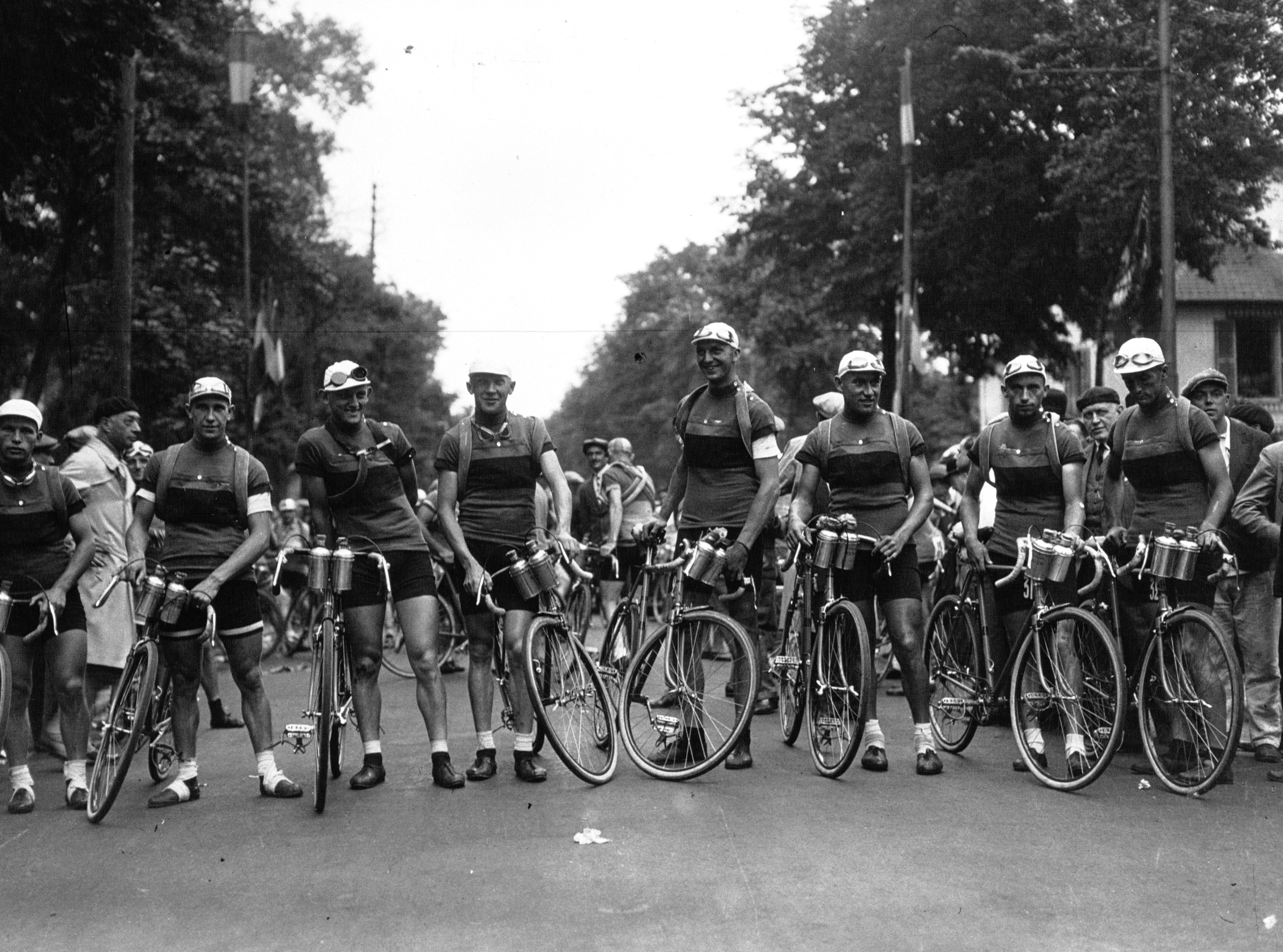
Equip alemany

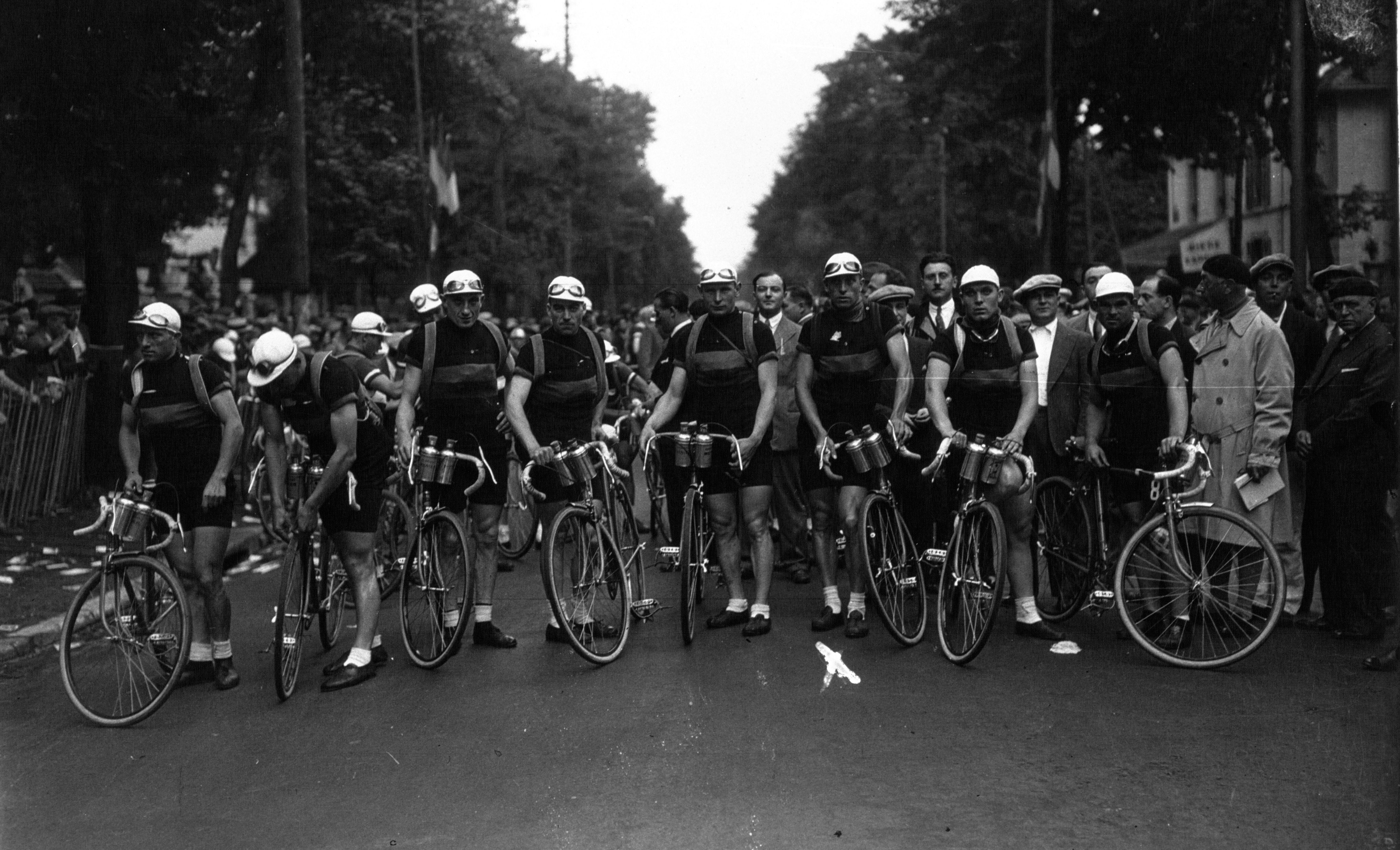
Equip belga

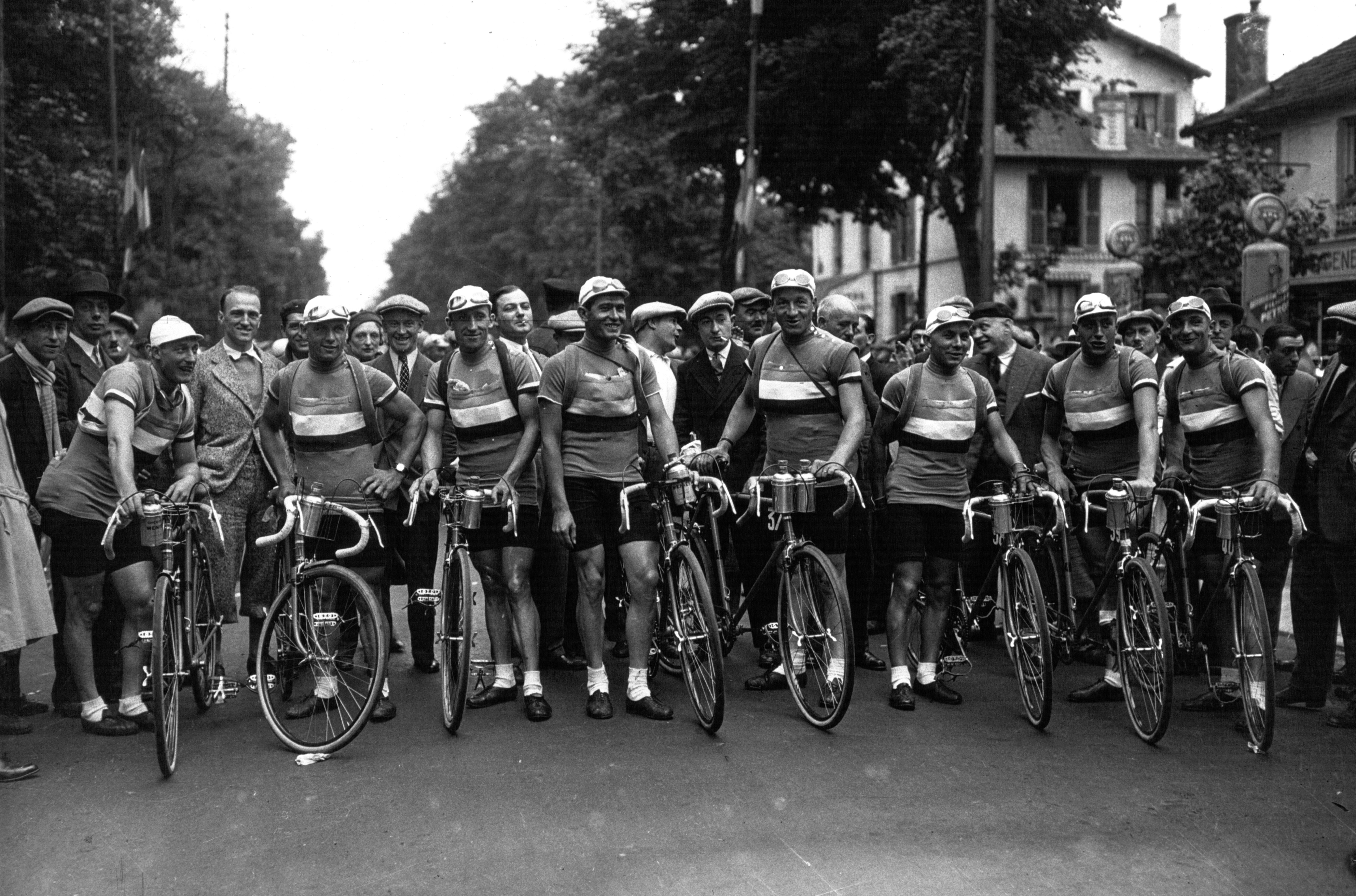
Equip francès

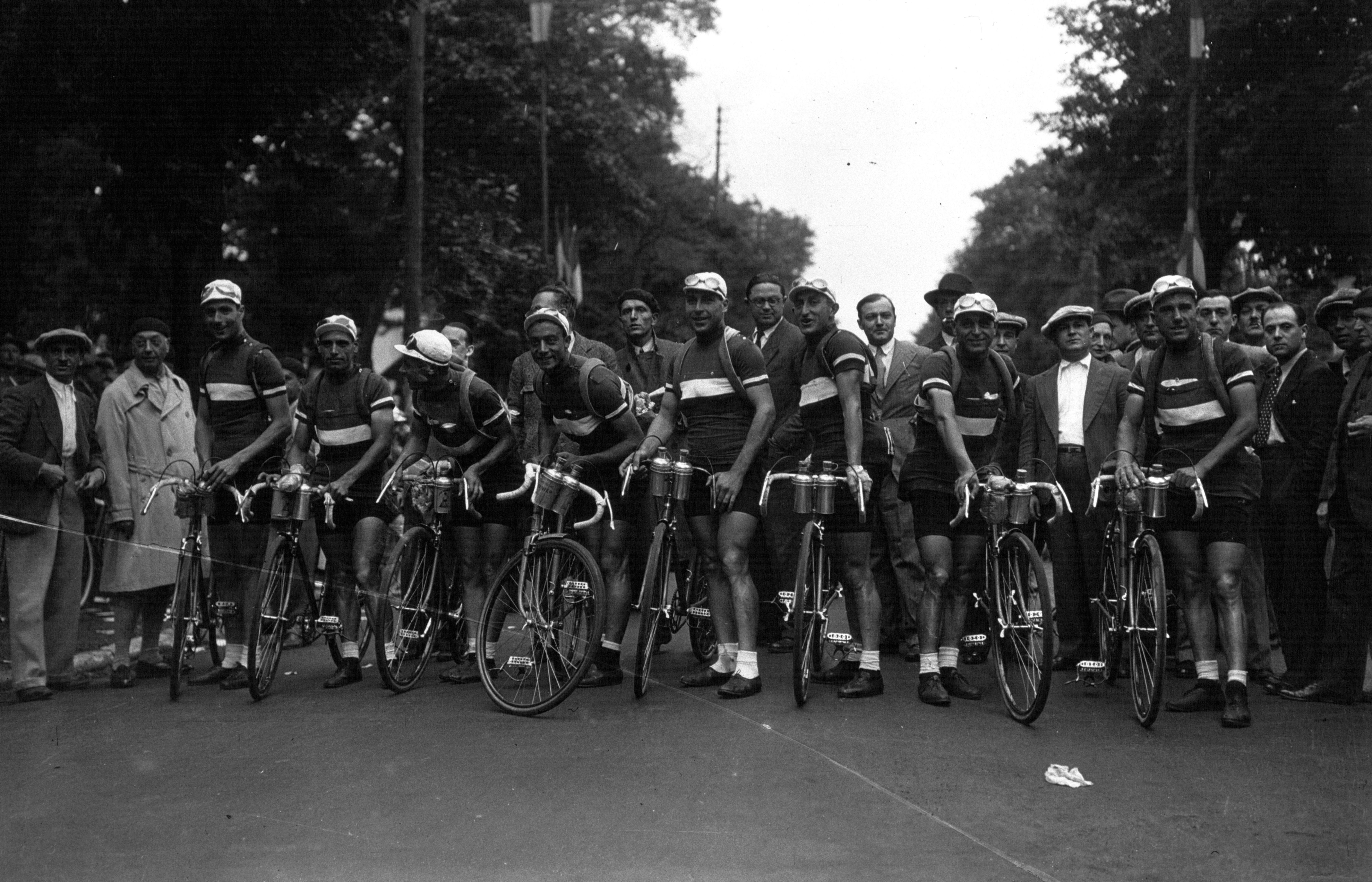
Equip italià

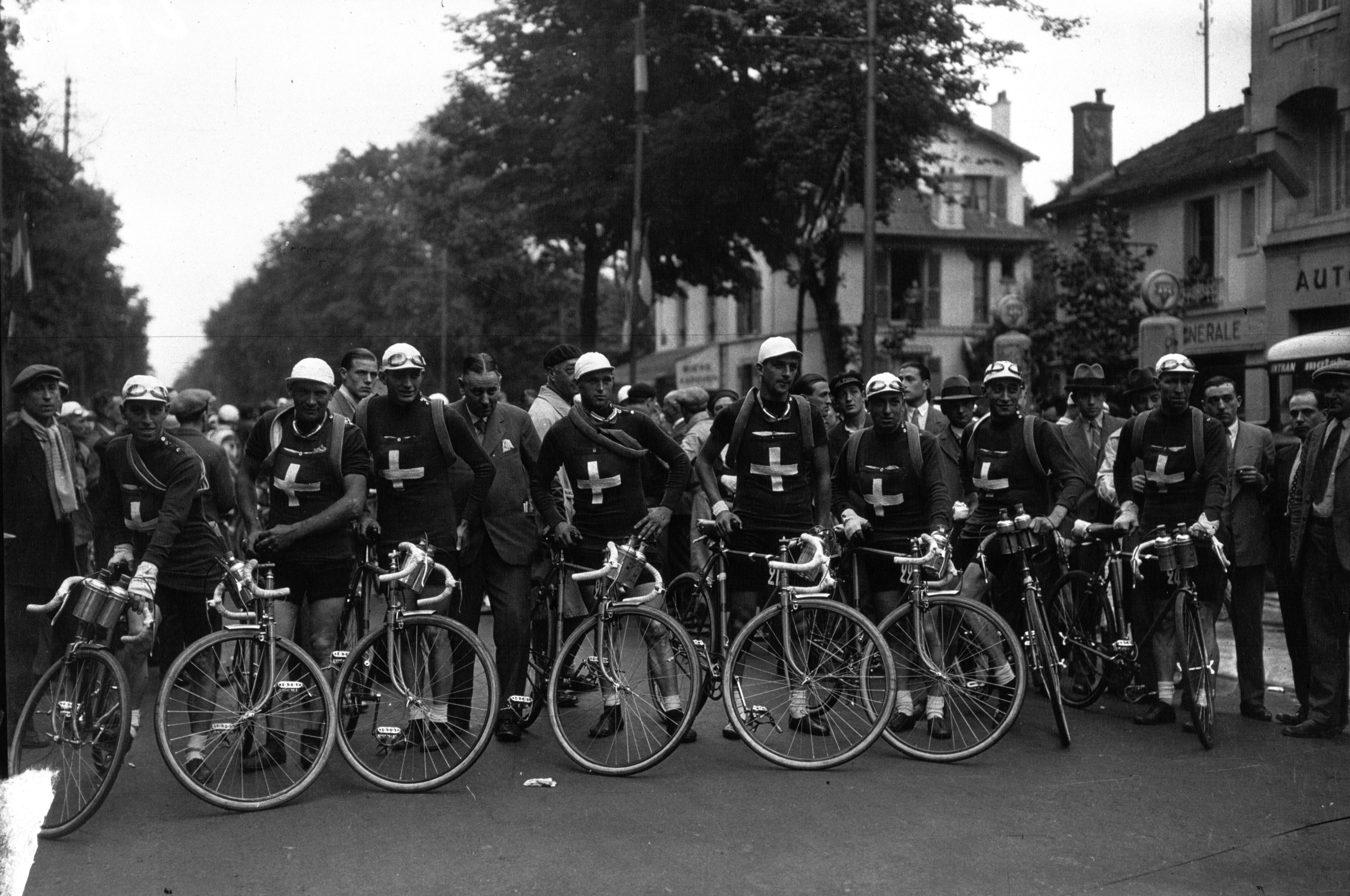
Equip suís

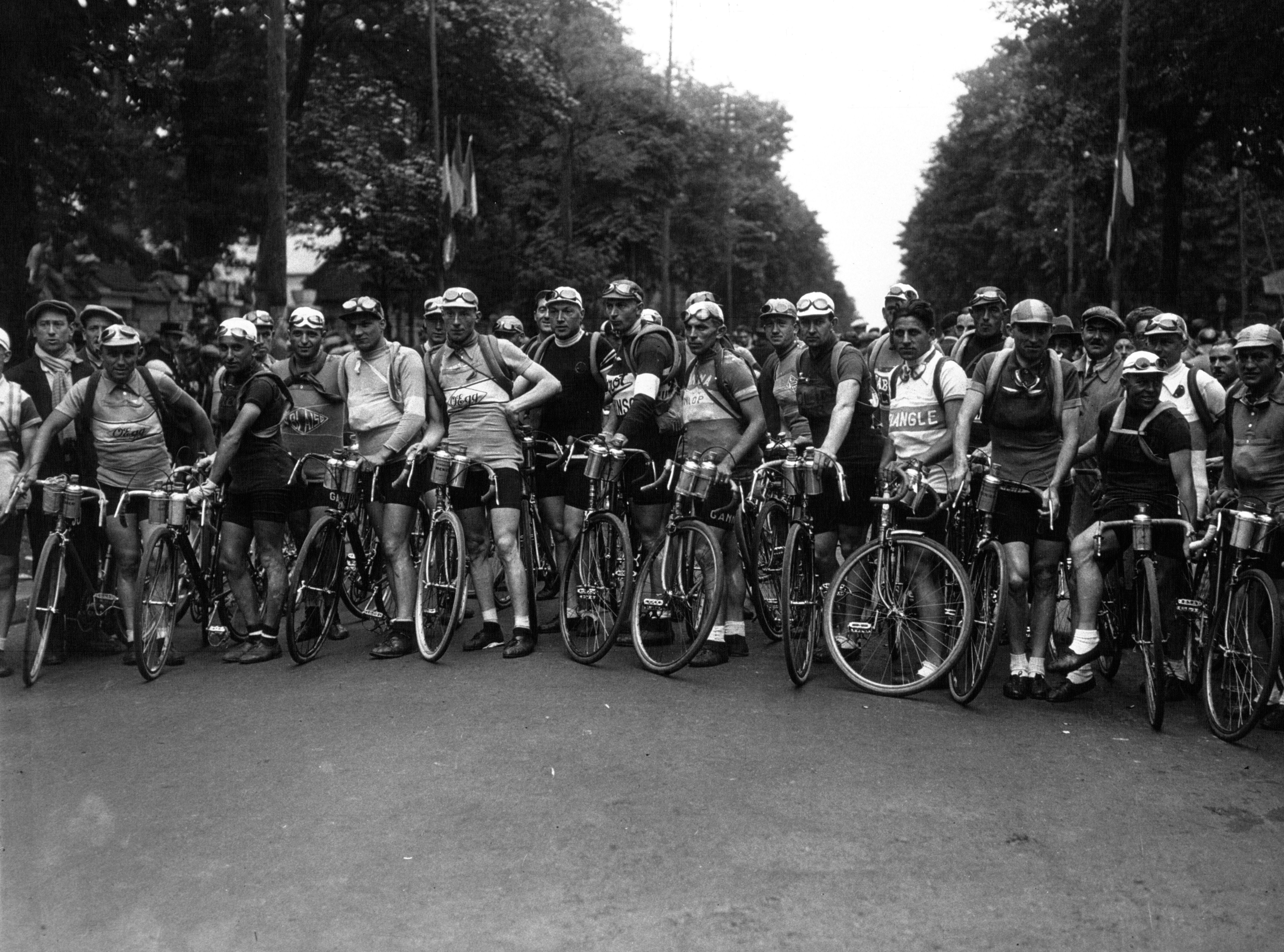
Ciclistes Touristes-routiers

El Tour de França de 1932 fou disputat per 80 corredors repartits entre 5 equips nacionals de vuit ciclistes i 40 touristes-routiers que corrien de manera independent.

## Llista de participants
| Llegenda                 | Llegenda | Llegenda              | Llegenda                                                                                         |
| ------------------------ | --- | --------------------- | ------------------------------------------------------------------------------------------------ |
| #                        | Dorsal de sortida que du el ciclista al Tour                                                                | Pos.                  | Posició final a la classificació general                                                         |
| Mallot groc              | Vencedor de la classificació general                                                                        | Mallot de la muntanya | Vencedor de la classificació de la muntanya                                                      |
| Mallot verd              | Vencedor de la classificació per punts                                                                      | Mallot blanc          | Vencedor de la classificació dels joves                                                          |
| classificació per equips | Vencedor de la classificació per equips                                                                     | Combativitat          | Vencedor de la combativitat                                                                      |
| NP                       | Indica un ciclista que no ha pres la sortida en una etapa, seguit del número de l'etapa en què s'ha retirat | AB                    | Indica un ciclista que no ha finalitzat una etapa, seguit del número d'etapa en què s'ha retirat |
| HD                       | Indica un ciclista que ha finalitzat una etapa fora de control, seguit del número d'etapa                   | EX                    | Corredor exclòs per no respectar el reglament                                                    |
| *                        | Indica un corredor que lluita pel mallot blanc                                                              |                       |                                                                                                  |

| Bèlgica | Bèlgica         | Bèlgica |
| ------- | --------------- | ------- |
| Num     | Ciclista        | Pos     |
| 1.      | Jef Demuysere   | 8       |
| 2.      | Alfons Schepers | Ab-15   |
| 3.      | Georges Ronsse  | 5       |
| 4.      | Georges Lemaire | 15      |
| 5.      | Gérard Loncke   | 34      |
| 6.      | Jean Aerts      | 13      |
| 7.      | Frans Bonduel   | 6       |
| 8.      | Gaston Rebry    | 20      |

| Itàlia | Itàlia            | Itàlia |
| ------ | ----------------- | ------ |
| Num    | Ciclista          | Pos    |
| 9.     | Raffaele di Paco  | 33     |
| 10.    | Antonio Pesenti   | 4      |
| 11.    | Aldo Canazza      | EX-10  |
| 12.    | Ambrogio Morelli  | NP-19  |
| 13.    | Eugenio Gestri    | Ab-11  |
| 14.    | Francesco Camusso | 3      |
| 15.    | Michele Orecchia  | 14     |
| 16.    | Luigi Marchisio   | 26     |

| Suïssa | Suïssa           | Suïssa |
| ------ | ---------------- | ------ |
| Num    | Ciclista         | Pos    |
| 17.    | Albert Büchi     | 11     |
| 18.    | Ernst Hofer      | Ab-1   |
| 19.    | Alfred Bula      | 41     |
| 20.    | August Erne      | 55     |
| 21.    | Türel Wanzenried | EX-19  |
| 22.    | Alfred Büchi     | 36     |
| 23.    | Roger Pipoz      | Ab-6   |
| 24.    | Georges Antenen  | 29     |

| Alemanya / Àustria | Alemanya / Àustria | Alemanya / Àustria |
| ------------------ | ------------------ | ------------------ |
| Num                | Ciclista           | Pos                |
| 25.                | Willi Kutschbach   | EX-16              |
| 26.                | Georg Umbenhauer   | 56                 |
| 27.                | Max Bulla          | 19                 |
| 28.                | Oskar Thierbach    | 7                  |
| 29.                | Herbert Sieronski  | 39                 |
| 30.                | Ludwig Geyer       | 22                 |
| 31.                | Kurt Stöpel        | 2                  |
| 32.                | Rudolf Risch       | 57                 |

| França | França             | França |
| ------ | ------------------ | ------ |
| Num    | Ciclista           | Pos    |
| 33.    | André Leducq       | 1      |
| 34.    | Albert Barthélémy  | 49     |
| 35.    | Julien Moineau     | 25     |
| 36.    | Louis Peglion      | 47     |
| 37.    | Marcel Bidot       | 30     |
| 38.    | Maurice Archambaud | 16     |
| 39.    | Georges Speicher   | 10     |
| 40.    | Roger Lapébie      | 23     |

| Touristes-routiers | Touristes-routiers | Touristes-routiers |
| ------------------ | ------------------ | ------------------ |
| Num                | Ciclista           | Pos                |
| 101.               | Paul Le Drogo      | EX-5               |
| 102.               | Benoît Faure       | 12                 |
| 103.               | Joseph Mauclair    | Ab-12              |
| 104.               | Ernest Neuhard     | 28                 |
| 105.               | Auguste Pitte      | EX-10              |
| 106.               | Yves Le Goff       | NP-8               |
| 107.               | Fernand Fayolle    | 35                 |
| 108.               | Adrien Buttafocchi | EX-19              |
| 109.               | Marius Guiramand   | 31                 |
| 110.               | René Bernard       | 18                 |

| Touristes-routiers | Touristes-routiers | Touristes-routiers |
| ------------------ | ------------------ | ------------------ |
| Num                | Ciclista           | Pos                |
| 111.               | François Haas      | 51                 |
| 112.               | Lazare Venot       | 37                 |
| 113.               | Léon Fichot        | EX-5               |
| 114.               | Robert Brugère     | 52                 |
| 115.               | Marcel Mazeyrat    | 24                 |
| 116.               | Joseph Puy         | Ab-16              |
| 117.               | François Moreels   | 44                 |
| 118.               | Jean Goulême       | 46                 |
| 119.               | Jules Buysse       | 40                 |
| 120.               | Jan Wauters        | 17                 |

| Touristes-routiers | Touristes-routiers    | Touristes-routiers |
| ------------------ | --------------------- | ------------------ |
| Num                | Ciclista              | Pos                |
| 121.               | Jean Naert            | Ab-6               |
| 122.               | Émile Decroix         | 43                 |
| 123.               | François Alexander    | NP-8               |
| 124.               | Félicien Vervaecke    | NP-7               |
| 125.               | Jozef Kemper Horemans | Ab-9               |
| 126.               | Augusto Zanzi         | 21                 |
| 127.               | Amerigo Caccioni      | Ab-9               |
| 128.               | Luigi Barral          | 9                  |
| 129.               | Amulio Viarengo       | 38                 |
| 130.               | Giuseppe Pancera      | 32                 |

| Touristes-routiers | Touristes-routiers  | Touristes-routiers |
| ------------------ | ------------------- | ------------------ |
| Num                | Ciclista            | Pos                |
| 131.               | Alessandro Catalini | Ab-1               |
| 132.               | Aleardo Simoni      | 42                 |
| 133.               | Francis Bouillet    | 53                 |
| 134.               | Nicolas Frantz      | 45                 |
| 135.               | Jean-Pierre Muller  | 50                 |
| 136.               | Fernand Cornez      | 54                 |
| 137.               | Vicente Trueba      | 27                 |
| 138.               | Hermann Müller      | Ab-6               |
| 139.               | Karl Altenburger    | 48                 |
| 140.               | Karl Olböter        | Ab-10              |